# Wotapuri-Katarqalai
Wotapuri-Katarqalai, auch Degano ist eine ausgestorbene dardische Sprache, die früher im heutigen Afghanistan gesprochen wurde. Der letzte Sprecher wurde im Jahr 1955 gefunden.